# Maria Malicka (szachistka)
Maria Malicka (ur. 13 kwietnia 2003) – polska szachistka. Arcymistrzyni od 2023 roku.

## Kariera szachowa
Swoją przygodę z szachami zaczęła od startu w indywidualnych mistrzostwach Polski juniorek w 2010 w Suwałkach, gdzie zajęła 3. miejsce. Trzykrotnie zdobywała medale mistrzostw Polski juniorek: brązowy w Suwałkach w 2015 (do lat 12), złoty w Jastrzębiej Górze w 2018 (do lat 16) i srebrny w Szklarskiej Porębie w 2020 (do lat 20). Była medalistką  (medal brązowy) mistrzostw Polski juniorek w szachach szybkich w Rzeszowie w 2019 (do lat 19) oraz dwukrotną medalistką mistrzostw Polski juniorek w szachach błyskawicznych: medal brązowy w Rzeszowie w 2019 (do lat 16) i srebrny we Wrocławiu w 2020 (do lat 18). Reprezentowała Polskę na mistrzostwach Europy juniorów (trzykrotnie), najlepszy wynik uzyskała w Bratysławie w 2019 (do lat 16), zajmując 5. miejsce. Dwukrotnie zwyciężała w turniejach: 2016 w Warszawie (168th YMCA Spring 2016-B  i 174th YMCA Autumn 2016-A). W 2022 reprezentowała Polskę na 44. Olimpiadzie Szachowej w Ćennaju, gdzie zdobyła indywidualnie srebrny medal na IV szachownicy.
Najwyższy ranking w dotychczasowej karierze osiągnęła 1 czerwca 2022, z wynikiem 2387 punktów.

## Osiągnięcia
Indywidualne mistrzostwa Polski kobiet:
- Kruszwica 2022 – brązowy medal[10]

Indywidualne mistrzostwa Polski kobiet do 20 lat :
- Ustroń-Jaszowiec 2019 – IX m.[11]
- Pokrzywna 2020 – IV m.[12]
- Pokrzywna 2021 – złoty medal[13]

Indywidualne mistrzostwa Europy juniorek:
- Praga 2016 – XVIII m.[7]
- Ryga 2018 – XVI m.[7]
- Bratysława 2019 – V m.[7]

Indywidualne mistrzostwa Polski juniorek:
- Suwałki 2015 – brązowy medal[4]
- Olecko 2016 – VII m.[14]
- Drzonków 2017 – VII m.[15]
- Jastrzębia Góra 2018 – złoty medal[5]
- Szklarska Poręba 2019 – VIII m.[16]
- Szklarska Poręba 2020 – srebrny medal[6]
- Szklarska Poręba 2021 – VIII m.[17]

Drużynowe mistrzostwa Polski juniorów:
- Ustroń 2020 – srebrny medal[18]

Wybrane sukcesy w innych turniejach:
- 2016 – dz. I m. w Warszawie (168th YMCA Spring 2016-B)[1]
- 2016 – dz. I m. w Warszawie (174th YMCA Autumn 2016-A)[1]
- 2017 – dz. II m. w Warszawie (Memoriał Mieczysława Najdorfa, open B)[19]
- 2020 – III m. na Górze Świętej Anny (open A)[1]